# Mondo Medicals
Mondo Medicals это бесплатная инди-игра головоломка, разработанная Юнатаном Сёдерстрёмом, вышедшая для Microsoft Windows 13 сентября 2007 года и позже для macOS 24 Декабря 2010 года. Игра включает в себя игрока, пытающегося достичь выхода в нескольких, похожих на лабиринт, уровнях, решая контринтуитивные головоломки на фоне сюрреалистического повествования, вращающегося вокруг поиска лекарства от рака.
Игра увидела признание в сообществе инди-игр и получила высокую оценку за свой уникальный художественный стиль и атмосферу, хотя она также была раскритикована за свою повторяемость.

## Сюжет
В открывающей кат-сцене, персонаж приветствует безымянного главного героя, который, как утверждается, принял заявку на участие в исследовании лекарства от рака. Этот же персонаж объясняет, что главный герой сначала должен пройти тест. Затем начинается игра.

## Геймплей
Каждый из уровней представляет собой безликий серый лабиринт. Игрок, видя действие от первого лица, должен добраться до выхода. Это часто включает в себя сознательное неповиновение инструкциям и преодоление необычных, нелогичных задач, связанных с решением головоломок; например, первый уровень представляет собой замкнутый коридор, на полу которого нарисованы стрелки. Следуя стрелкам, игрок будет двигаться по кругу. Игрок должен не повиноваться стрелкам и вернуться назад, чтобы найти выход.
После прохождения каждого уровня, показывается короткая кат-сцена, в которой изображена запись человека, громко разглагольствующего, с его непонятной речью с субтитрами на неграмотном английском. В своих странных тирадах мужчина рассказывает, как он потерял отца из-за рака, что побудило его посвятить свою жизнь поиску лекарства от болезни, только для того, чтобы наконец понять, что единственный способ вылечить рак — это «выстрелить в него». На последнем уровне игры главный герой оказывается в комнате с человеком, ранее видимый в кат-сценах, который восклицает: «Я вылечу тебя, рак!» перед тем как выстрелить в главного героя.

## Разработка
Mondo Medicals была создана шведским инди-разработчиком Юнатаном «cactus» Сёдерстрёмом, известного благодаря созданию чрезвычайно необычных игр, который уже получил известность своей игрой 2008 года Clean Asia!. Игра была разработана за 72 часа в качестве заявки на участие в конкурсе форума инди-игр TIGSource. Конкурс на тему «Игры категории B» предлагал участникам создавать «плохие игры с великолепной индивидуальностью». В то время как большинство других участников создавали умышленно нелепые игры, Сёдерстрём решил, что хочет создать игру, которая, хотя и являясь причудливой, может восприниматься всерьез. Основная идея заключалась в том, чтобы постоянно держать игрока в заблуждении, при этом вся игра была бы намеренно загадочной и таинственной для того, чтобы оставить неизгладимое впечатление на игрока, а не просто развлечь его.
Фильмы режиссёра Дэвида Линча, известного своими сюрреалистическими фильмами, такими как Голова-ластик, стали главным источником вдохновения для игры. На диалоги частично повлияли игры Portal и Killer7, а также персонаж из сериала Твин Пикс «Человек из другого места». В то время как изначально кат-сцены предназначались для словесных оскорбительных комментариев относительно прогресса игрока в игре, Сёдерстрём в конечном итоге решил вместо этого заставить их следовать полусвязному повествованию.

## Отзывы и критика
Mondo Medicals получила в значительной степени высокую оценку от игровых журналистов. Критики прокомментировали запутанную атмосферу и намеренно грубый художественный стиль и рекомендовали игру для поклонников хоррора и головоломок. Стюарт Хант с журнала Retro Gamer дал игре оценку 85 % в своём обзоре, высоко оценив жуткую атмосферу, но критикуя репетативный и монотонный дизайн уровней.
Майк Роуз включил эту игру в свою книгу 250 Indie Games You Must Play. Лукас Салливан с сайта GameRadar сравнил Mondo Medicals с более поздней игрой Antichamber и описал её как «самое большое удовольствие, которое у вас когда-либо было во время приступа тревоги», в то время как Джим Россиньол перечислил её среди различных «Художественных игр», назвав «Голова-ластик среди видео игр».

## Продолжения
Продолжение игры, Mondo Agency, было выпущено 23 декабря 2007 года. Ещё одно продолжение под названием Mondo Wires находилось в разработке с 2009 года; Сёдерстрём также планировал объединить все три игры в единый выпуск под названием Mondo Nation. Mondo Medicals позже была выпущена как часть сборника игр Cactus Arcade. 24 декабря 2010 года был выпущен порт для Macintosh, созданный Леоном Арноттом.